# Paul Keller (Rennfahrer)

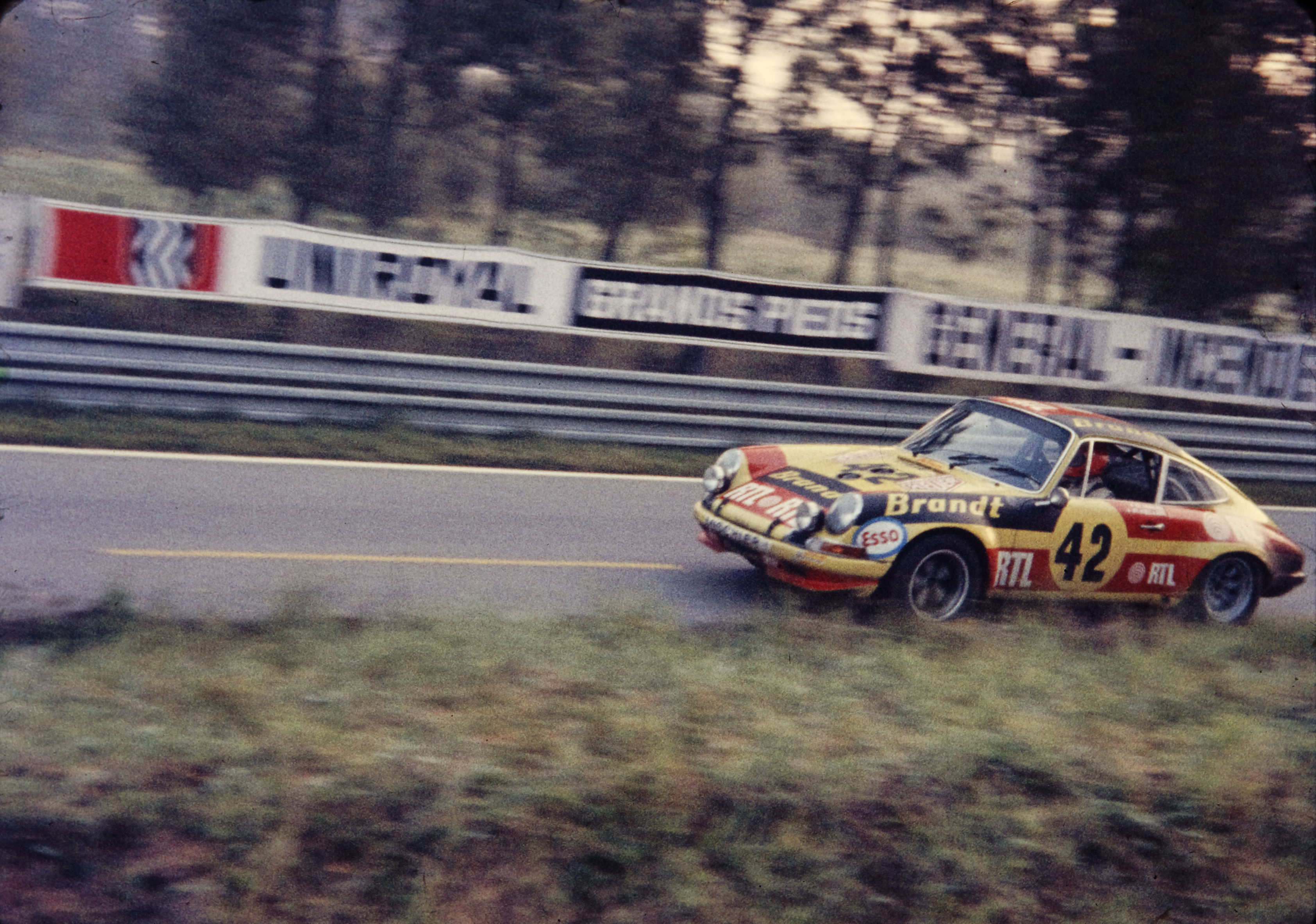
Der von Paul Keller beim 24-Stunden-Rennen von Le Mans 1972 gefahrene Porsche 911S

Paul Keller (* 29. August 1938 in Basadingen; † 29. September 1998 in Schaffhausen) war ein Schweizer Autorennfahrer.

## Karriere als Rennfahrer
Paul Keller war in den 1970er-Jahren vor allem als Sportwagenpilot aktiv. Zwischen 1971 und 1977 startete er in der Sportwagen-Weltmeisterschaft, erst für den Porsche Club Romand, später für die deutsche Kremer-Rennmannschaft. Seine besten Platzierungen waren die vierten Gesamtränge bei der Targa Florio 1971 (gemeinsam mit Bernard Chenevière im Porsche 911S), und beim 1000-km-Rennen auf dem Nürburgring 1977 (mit Franz Konrad im Kremer-Porsche 935). Seine größten internationalen Erfolge waren Gesamtsiege im GT- und Tourenwagensport. Als Teampartner von Clemens Schickentanz und Erwin Kremer gewann er auf einem Porsche Carrera RSR das 6-Stunden-Rennen von Monza 1973, einen Wertungslauf der europäischen GT-Meisterschaft 1973. Der zweite Erfolg war der Sieg beim 4-Stunden-Rennen von Jarama 1975. Das Rennen zählte zur Tourenwagen-Europameisterschaft dieses Jahres.
Viermal bestritt Paul Keller das 24-Stunden-Rennen von Le Mans, wo er 1973 den Index of Thermal Efficiency gewann.

## Statistik

### Le-Mans-Ergebnisse
| Jahr | Team                       | Fahrzeug                | Teamkollege  | Teamkollege          | Platzierung            | Ausfallgrund         |
| ---- | -------------------------- | ----------------------- | ------------ | -------------------- | ---------------------- | -------------------- |
| 1971 | Ecurie Porsche Club Romand | Porsche 914/6 GT        | Jean Sage    |                      | Ausfall                | kein Öldruck         |
| 1972 | Claude Haldi               | Porsche 911S            | Claude Haldi | Gérard Dantan-Merlin | Ausfall                | überhitzter Zylinder |
| 1973 | Porsche Kremer Racing Team | Porsche 911 Carrera RSR | Erwin Kremer | Clemens Schickentanz | Rang 8 und Klassensieg |                      |
| 1974 | Samson Kremer Team         | Porsche 911 Carrera RSR | Erwin Kremer | Hans Heyer           | Ausfall                | Motorschaden         |

### Einzelergebnisse in der Sportwagen-Weltmeisterschaft
| Saison | Team                             | Rennwagen                       | 1   | 2   | 3   | 4   | 5   | 6   | 7   | 8   | 9   | 10  | 11  | 12  | 13  | 14  | 15  | 16  | 17  |
| ------ | -------------------------------- | ------------------------------- | --- | --- | --- | --- | --- | --- | --- | --- | --- | --- | --- | --- | --- | --- | --- | --- | --- |
| 1971   | Porsche Vaud Porsche Club Romand | Porsche 914 Porsche 911         | BUA | DAY | SEB | BRH | MON | SPA | TAR | NÜR | LEM | ZEL | WAT |     |     |     |     |     |     |
| 1971   | Porsche Vaud Porsche Club Romand | Porsche 914 Porsche 911         |     |     |     |     |     | DNF | 4   | 13  | DNF | 7   |     |     |     |     |     |     |     |
| 1972   | Claude Haldi                     | Porsche 911                     | BUA | DAY | SEB | BRH | MON | SPA | TAR | NÜR | LEM | ZEL | WAT |     |     |     |     |     |     |
| 1972   | Claude Haldi                     | Porsche 911                     |     |     |     |     |     | DNF |     |     |     |     |     |     |     |     |     |     |     |
| 1973   | Kremer Racing                    | Porsche 911 Porsche Carrera RSR | DAY | VAL | DIJ | MON | SPA | TAR | NÜR | LEM | ZEL | WAT |     |     |     |     |     |     |     |
| 1973   | Kremer Racing                    | Porsche 911 Porsche Carrera RSR | 6   |     | 10  | 12  | DNF |     | 11  | 8   |     |     |     |     |     |     |     |     |     |
| 1974   | Kremer Racing                    | Porsche Carrera RSR             | MON | SPA | NÜR | IMO | LEM | ZEL | WAT | LEC | BRH | KYA |     |     |     |     |     |     |     |
| 1974   | Kremer Racing                    | Porsche Carrera RSR             | 11  | 6   | 21  | 5   | DNF | 9   |     |     | 15  |     |     |     |     |     |     |     |     |
| 1975   | Team Warsteiner                  | TOJ SC03                        | DAY | MUG | DIJ | MON | SPA | PER | NÜR | ZEL | WAT |     |     |     |     |     |     |     |     |
| 1975   | Team Warsteiner                  | TOJ SC03                        |     |     |     | DNF |     |     |     |     |     |     |     |     |     |     |     |     |     |
| 1976   | Toyota Switzerland               | Toyota Celica                   | MUG | VAL | NÜR | MON | SIL | IMO | NÜR | ZEL | PER | WAT | MOS | DIJ | DIJ | SAL |     |     |     |
| 1976   | Toyota Switzerland               | Toyota Celica                   |     | DNF |     |     |     |     |     |     |     |     |     |     |     |     |     |     |     |
| 1977   | Kremer Racing                    | Porsche 935                     | DAY | MUG | DIJ | MON | SIL | NÜR | VAL | PER | WAT | EST | LEC | MOS | IMO | SAL | BRH | HOK | VAL |
| 1977   | Kremer Racing                    | Porsche 935                     |     |     | 4   |     |     |     |     |     |     |     |     |     |     |     |     |     |     |